# Liste der Bodendenkmäler in Triftern
Auf dieser Seite sind die Bodendenkmäler in dem niederbayerischen Markt Triftern zusammengestellt. Diese Tabelle ist eine Teilliste der Liste der Bodendenkmäler in Bayern. Grundlage ist die Bayerische Denkmalliste, die auf Basis des Bayerischen Denkmalschutzgesetzes vom 1. Oktober 1973 erstmals erstellt wurde und seither durch das Bayerische Landesamt für Denkmalpflege geführt wird. Die folgenden Angaben ersetzen nicht die rechtsverbindliche Auskunft der Denkmalschutzbehörde.

## Bodendenkmäler in Triftern

### Bodendenkmäler in der Gemarkung Anzenkirchen
| Lage                    | Objekt | Akten-Nr.     | Bild |
| ----------------------- | --- | ------------- | ---- |
| Anzenkirchen (Standort) | Verebnete Grabhügel oder Siedlung vor- und frühgeschichtlicher Zeitstellung. | D-2-7544-0034 |      |
| Anzenkirchen (Standort) | Burgstall des Mittelalters sowie mittelalterliche und frühneuzeitliche Befunde und Funde im Bereich der Katholischen Pfarrkirche St. Laurentius in Anzenkirchen und ihrer Vorgängerbauten mit zugehörigem Friedhof. | D-2-7544-0042 |      |
| Anzenkirchen (Standort) | Untertägige frühneuzeitliche Befunde und Funde im Bereich des Schlosses von Loderham und seines spätmittelalterlichen Vorgängerbaus.                                                                                | D-2-7544-0043 |      |

### Bodendenkmäler in der Gemarkung Lengsham
| Lage                | Objekt | Akten-Nr.     | Bild |
| ------------------- | --- | ------------- | ---- |
| Lengsham (Standort) | Teilstück einer Straße vor- und frühgeschichtlicher Zeitstellung.                                                | D-2-7544-0036 |      |
| Lengsham (Standort) | Untertägige frühneuzeitliche Befunde und Funde im Bereich der Katholischen Filialkirche St. Koloman in Lengsham. | D-2-7544-0090 |      |

### Bodendenkmäler in der Gemarkung Neukirchen
| Lage                  | Objekt | Akten-Nr.     | Bild |
| --------------------- | --- | ------------- | ---- |
| Neukirchen (Standort) | Untertägige mittelalterliche und frühneuzeitliche Befunde und Funde im Bereich der Katholischen Pfarrkirche St. Johannes d. Täufer in Neukirchen und ihrer Vorgängerbauten mit zugehörigem Friedhof. | D-2-7643-0009 |      |
| Neukirchen (Standort) | Siedlung vor- und frühgeschichtlicher Zeitstellung. | D-2-7643-0072 |      |

### Bodendenkmäler in der Gemarkung Triftern
| Lage                | Objekt | Akten-Nr.     | Bild |
| ------------------- | --- | ------------- | ---- |
| Triftern (Standort) | Verebnete Grabhügel vorgeschichtlicher Zeitstellung. | D-2-7644-0019 |      |
| Triftern (Standort) | Untertägige mittelalterliche und frühneuzeitliche Befunde und Funde im Bereich der Katholischen Pfarrkirche St. Stephan in Triftern und ihrer Vorgängerbauten mit zugehörigem Friedhof. | D-2-7644-0025 |      |
| Triftern (Standort) | Untertägige spätmittelalterliche und frühneuzeitliche Befunde und Funde des Edelsitzes und späteren Schlosses Triftern (größtenteils abgegangen).                                       | D-2-7644-0026 |      |

### Bodendenkmäler in der Gemarkung Voglarn
| Lage               | Objekt                                     | Akten-Nr.     | Bild |
| ------------------ | ------------------------------------------ | ------------- | ---- |
| Voglarn (Standort) | Grabhügel vorgeschichtlicher Zeitstellung. | D-2-7543-0037 |      |